# Saladar de Jandia

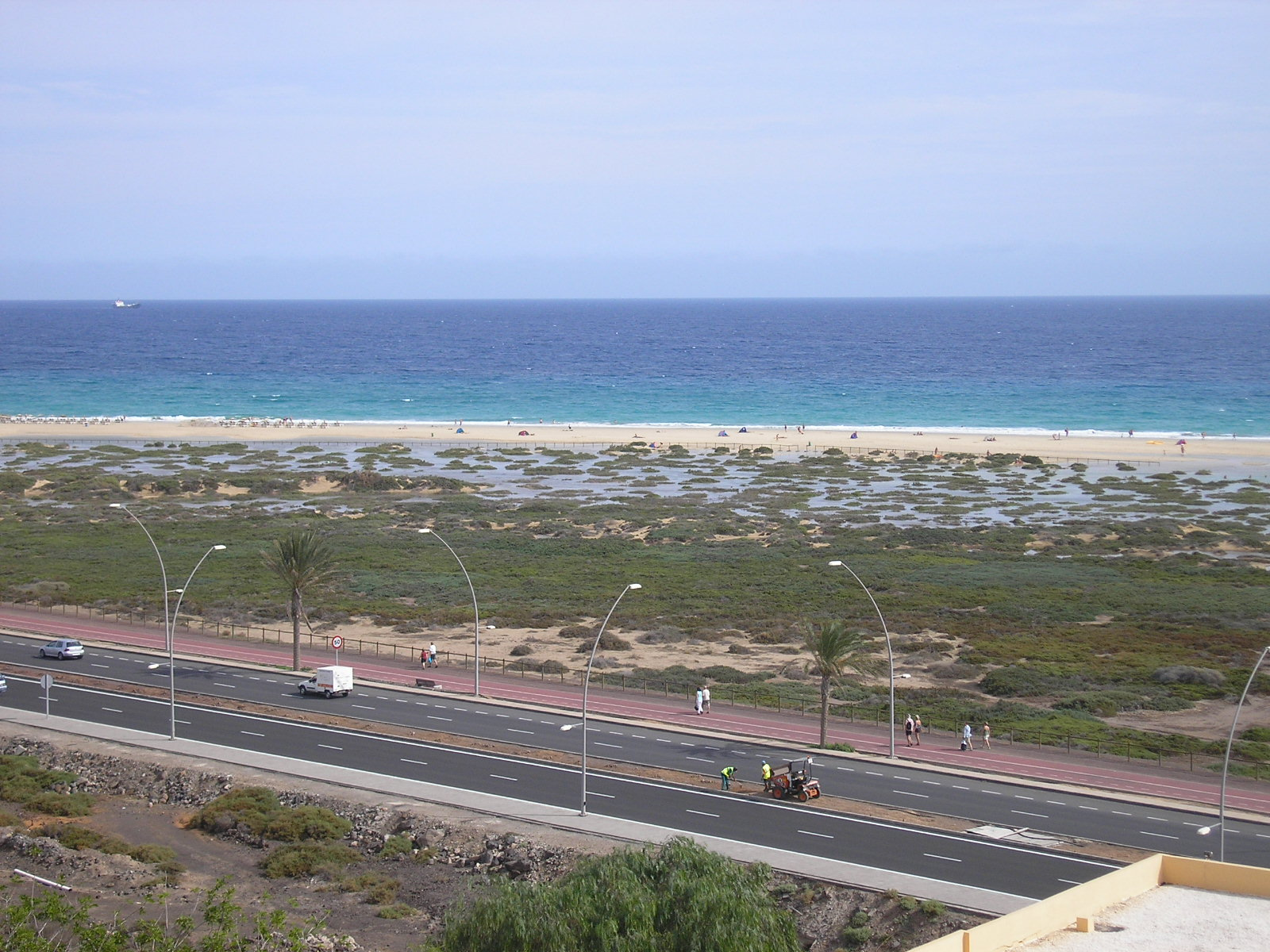
Saladar de la Platja del Matorral (Fuerteventura).

El Saladar de Jandia es troba en la Platja del Matorral, a Morro Jable, localitat del municipi de Pájara, a l'illa de Fuerteventura (Canàries). Es tracta d'un espai natural protegit d'interès científic, declarat així en 1994 pel govern de Canàries. L'objectiu d'aquesta declaració era conservar la millor representació d'aquest ecosistema costaner tan peculiar i escàs a Canàries.
El saladar és una comunitat vegetal que suporta inundacions periòdiques produïdes per la pleamar. L'oceà, en el continu pujar i baixar de les marees, actua com a element determinant d'aquesta comunitat tan singular. És freqüent que en la pleamar d'aquesta zona a centenars de metres terra endins de la línia de costa en marea baixa, s'inundi amb aigua de mar formant-se curioses tolles de salmorra quan l'aigua, per l'acció solar, comença a evaporar-se.

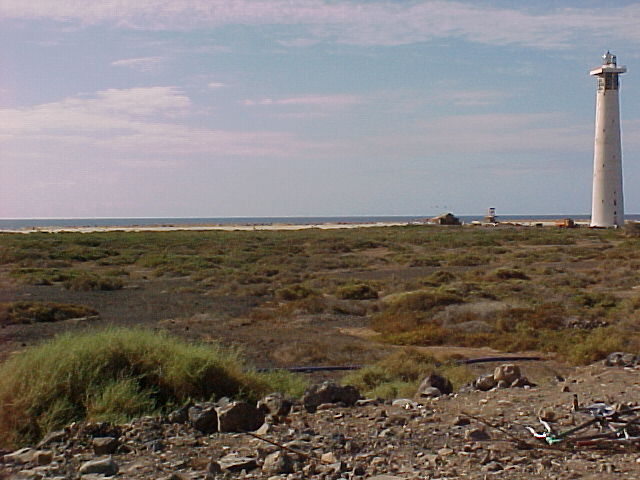
Saladar amb el Far de Morro Jable al fons.

Encara que el litoral pugui presentar un fort onatge, normalment una barrera natural de roques o sorra actua de protecció adquirint l'hàbitat un elevat grau d'estabilitat. Les plantes queden totalment o parcialment submergides durant diverses hores al dia. La principal dificultat que els vegetals han de superar és l'enorme concentració de sal que absorbeixen. Aquest problema ho han resolt emmagatzemant gran quantitat d'aigua en gruixudes fulles disminuint així el percentatge de sal. Altre recurs emprat és secretar-la a través de minúscules glàndules amatents al llarg de les fulles. Els sòls estan composts fonamentalment de llims i argiles de gra fi, molt compactades a causa de les successives inundacions.
Tot això crea un hàbitat propici perquè s'acostin a ell comunitats d'aus marines que recalen per a nidificar a l'abric dels seus matolls.
El saladar és un ecosistema tan fràgil que fins i tot el trànsit a peu el perjudica greument, per això es recomana no introduir-se al seu interior.
El 1997 es va engegar un Projecte Life de la Unió Europea, amb la finalitat de recuperar l'àrea de la seva cada vegada més preocupant deterioració, el Projecte per a la recuperació física i ecològica de la Platja del Matorral. A causa del desenvolupament del turisme en les últimes dècades, la zona es veia seriosament degradada, plena de pots d'escombraries i runes d'enderroc. La construcció d'infraestructures va interrompre les dinàmiques hidrològiques naturals, mentre que els visitants i els seus vehicles circulaven per l'interior de l'àrea protegida sense molta restricció. Aquests impactes van canviargradualment la composició de la coberta vegetal i el lloc va perdre les seves qualitats com aiguamoll.
El projecte va ser dirigit per José Juan Soto Martín, de l'Ajuntament de Pájara, l'autoritat competent per a la neteja, accés i manteniment diari de l'ús públic de les seves platges així com de l'administració de l'aigua i el seu tractament. El seu objectiu era restaurar les dinàmiques ecològiques de l'aiguamoll com únic mitjà d'assegurar la conservació de l'àrea natural i els seus hàbitats.
Per a això, es van retirar grans quantitats d'escombraries i pedra, es van construir accessos aïllant la zona de la carretera i construccions pròximes, es van remoure prop de 90.000 metres cúbics de sorra i pedra que feien d'obstacles artificials que impedien el pas normal del vent, es van retirar plantes exòtiques, es van recuperar a poc a poc la flora i fauna autòctones i es va regular l'accés públic. Encara que algunes de les tasques van finalitzar fora del termini previst, que era el 31 de desembre de 2000, s'observa un ràpid progrés en la repoblació natural, a partir d'aquest moment.